# Cantone di Fronton
Il Cantone di Fronton era una divisione amministrativa dell'Arrondissement di Tolosa.
A seguito della riforma approvata con decreto del 13 febbraio 2014, che ha avuto attuazione dopo le elezioni dipartimentali del 2015, è stato soppresso.

## Composizione
Comprendeva 16 comuni:
- Bouloc
- Bruguières
- Castelnau-d'Estrétefonds
- Cépet
- Fronton
- Gargas
- Gratentour
- Labastide-Saint-Sernin
- Lespinasse
- Saint-Jory
- Saint-Rustice
- Saint-Sauveur
- Vacquiers
- Villariès
- Villaudric
- Villeneuve-lès-Bouloc